# Kahnawake Gaming Commission
Die Kahnawake Gaming Commission (KGC, dt. Kahnawake-Glücksspielkommission) ist eine regulatorische Verwaltungseinheit in Québec, die für die Regulierung und Lizenzierung vieler Online-Casinos, Online-Poker-Spiele und Online-Sportwettbüros zuständig ist. Die Kommission lizenziert außerdem drei Poker-Casinos im Mohawk-Gebiet in Kahnawake.

## Überblick
Die Gründung der Kommission wurde durch das Kahnawake-Glücksspielgesetz (Kahnawake Gaming Law) 1996 ermöglicht, das vom Mohawk-Konsil von Kahnawake erlassen wurde. Die Regulierungsbestimmungen der Kommission zum interaktiven Glücksspiel traten jedoch erst im Juli 1999 in Kraft.
Die Online-Glücksspiellizenzen, die durch die Kommission vergeben werden, werden „Client Provider Authorization“ genannt. Zur Erlangung einer solchen Lizenz wird eine initiale Bearbeitungsgebühr ab 30.000 USD erhoben, sowie weitere 5.000 USD für die Lizenzierung jeder Schlüsselperson. Diese Gebühren beinhalten allerdings bereits die erste Jahresgebühr und werden erstattet, sollte die Lizenz nicht vergeben werden. Verlängerungen werden ab 10.000 USD angeboten.

## Legalität
Sowohl die Kahnawake Gaming Commission als auch der Mohawk Council of Kahnawake behaupten übereinstimmend, dass die Jurisdiktion des Kahnawake Gaming Law ein Aspekt des "Angeborenenrechts" ist, welches durch Kanada verfassungsmäßig anerkannt ist. Von den Behörden in Kanada werden die vergebenen Lizenzen und veranstalteten Glücksspiele zwar als illegal eingestuft, jedoch wurde seit der Erlassung 1996 weder das Gesetz an sich noch eine vergebene Lizenz jemals gerichtlich verfolgt.
Obwohl die Betreiber der Online-Spielbanken durch die Kommission lizenziert und reguliert werden, bleibt die Gesetzgebung in zahlreichen Ländern unberücksichtigt. In den USA gibt es seit dem 2006 in Kraft getretenen "Unlawful Internet Gambling Enforcement Act" (UIGEA) das Bestreben, die Regulierung des Online-Glücksspiels in den einzelnen Staaten auf eigene Faust zu regulieren. Andere Länder, wie Belgien, Australien und ironischerweise Kanada, erlauben das Glücksspiel im Internet entweder unter sehr strengen Auflagen oder gar nicht.

## Regulatorische Aktivitäten
Mit Stand Juni 2019 lizenziert die Kahnawake Gaming Commission 20 Betreiber von 97 Plattformen für das Online-Glücksspiel.
Im September 2009 veröffentlichte die Kommission nach längeren Ermittlungen einen Entschluss, in dem sie feststellte, dass der Betreiber von "Ultimate Bet Poker" betrogen hatte. Die Betreiber (Tokwiro Enterprises) wurden mit einer Reihe von Sanktionen belegt. Unter anderem mussten die Einsätze der Spieler (etwa 22 Millionen US-Dollar) zurückbezahlt werden, 1,5 Millionen US-Dollar Strafe bezahlt werden und Vorgaben zur spezifischen Änderung der Operationen umgesetzt werden, um weiteren Betrug auszuschließen.
Ende Mai 2019 wurde bekannt, dass die Kahnawake Gaming Commission die weltweit erste "Pure Skill Real Money Gaming License" vergeben hat. Die Spieler haben die Möglichkeit, echte Geldpreise zu gewinnen, die ausschließlich auf ihrer Fähigkeit beruhen, ein Spiel ohne ein vorbestimmtes Ergebnis zu spielen.